# Rosa prattii
Rosa prattii là loài thực vật có hoa trong họ Hoa hồng. Loài này được Hemsl. miêu tả khoa học đầu tiên năm 1892.

## Hình ảnh

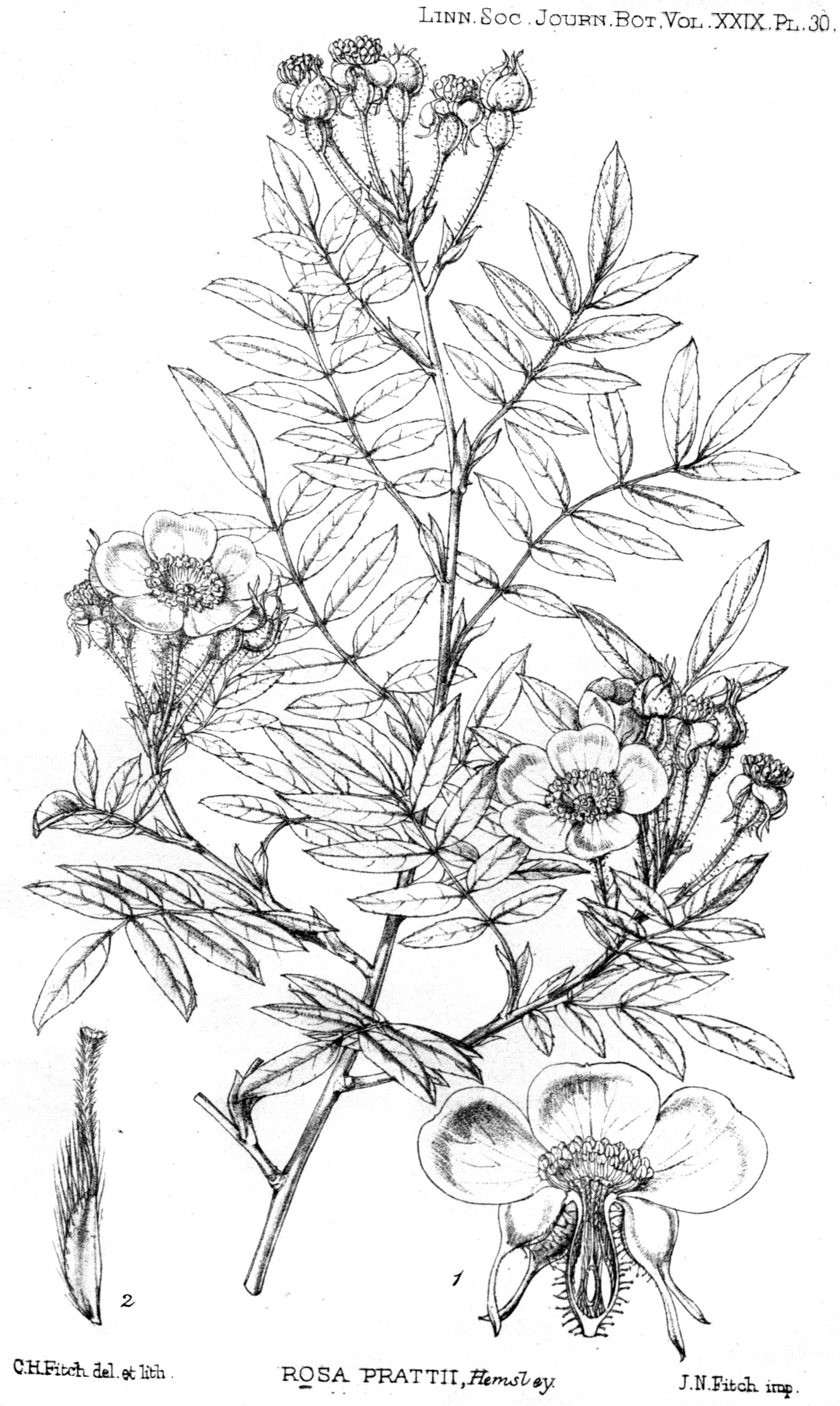